# Rejon obrony
Rejon obrony – część terenu przygotowana do obrony przez batalion. Składa się z kompanijnych punktów oporu, połączonych ze sobą systemem ognia i zapór inżynieryjnych. Mówiąc inaczej jest to teren ograniczony z przodu przednią linią obrony, z pozostałych trzech stron liniami rozgraniczenia. W tym terenie prowadzi się decydującą walkę, w zależności od założonego celu obrony.

 To obszar zwykle zawierający się w pasie obrony związku taktycznego i jednocześnie w rejonie odpowiedzialności obronnej oddziału, w którym prowadzi on decydujące działania obronne. Głębokość rejonu obrony mierzona jest od przedniego skraju obrony do tylnej granicy rozmieszczenia ostatnich elementów ugrupowania danego oddziału; szerokość rejonu obrony wyznaczają linie rozgraniczenia z sąsiadami.
W rejonie obrony organizuje się pozycje obronne i ryglowe. Usytuowanie pozycji powinno zapewnić dobre warunki obserwacji, prowadzenia ognia oraz skrytego manewru (odejścia) wojsk własnych, a jednocześnie utrudniać przeciwnikowi obserwację, rozwijanie wojsk i prowadzenie natarcia.
Podstawę pozycji obronnych stanowią przygotowane do obrony okrężnej batalionowe rejony obrony oparte na kompanijnych punktach oporu osłoniętych zaporami inżynieryjnymi, zwłaszcza przeciwpancernymi polami minowymi powiązanymi z przeszkodami naturalnymi.
Pozycje ryglowe rozbudowuje się w celu uniemożliwienia nacierającemu przeciwnikowi rozprzestrzeniania się w stronę skrzydeł. Mogą one również stanowić rubieże rozwinięcia do kontrataków lub rubieże ogniowe dla odwodów.
Oddziały broniące rejonu obrony mogą mieć następujące zadania:
- zatrzymanie natarcia przeciwnika przed przednią linią obrony, a w wypadku wdarcia się jego sił w głąb obrony, odzyskanie utraconego terenu poprzez wykonanie zwrotu zaczepnego swoim odwodem;
- zatrzymanie natarcia przeciwnika w głębi obrony i stworzenie warunków do wykonania zwrotu zaczepnego siłami przełożonego.

W rejonie obrony wyznacza się rejon kluczowy czyli wycinek terenu (obiekt) w pasie (rejonie) obrony, od utrzymania którego zależy jej trwałość. Błędne zdefiniowanie lub utrata rejonu kluczowego wpływa na wzrost przewagi nacierającego i w konsekwencji może doprowadzić do nieosiągnięcia celu zakładanego przez obrońcę.